# Tchagra minuta
Tchagra minuta е вид птица от семейство Malaconotidae.

## Разпространение
Видът е разпространен в Ангола, Бенин, Бурунди, Габон, Гана, Гвинея, Етиопия, Замбия, Зимбабве, Камерун, Демократична република Конго, Република Конго, Кот д'Ивоар, Кения, Либерия, Малави, Мозамбик, Нигерия, Руанда, Сиера Леоне, Судан, Танзания, Того, Уганда, Централноафриканската република и Южен Судан.